# Я — козачка твоя, Україно (книга)
«Я — козачка твоя, Україно» — автобіографічна книга української артистки Раїси Кириченко.

## Історія
Після того як пісня «Я — козачка твоя» у виконнанні Раїси Кириченко набула популярності і визнання Раїсу Опанасівну часто називали «Козачкою».
У 2002, було видано однойменний музичний альбом.
У 2003 році було завершено та опубліковано автобіографічну книгу «Я козачка твоя, Україно», написання якої тривало 7 років.
|                                                      | Сповідь перед тими, кого люблю і для кого співаю |
| — Раїса Кириченко, книга «Я — козачка твоя, Україно» |                                                  |

У книгу, окрім фото, вміщено і тексти 18 улублених пісень авторки. Упорядником книги був Анатолій Михайленко.
Книга є у фондах багатьох публічних українських бібліотек, а Фонді Президентів України Національної бібліотеки України імені В. І. Вернадського зберігається екземпляр книги з дарчим підписом від авторки Леоніду Кучмі, чинному на той час Президенту України.